# Urna Chahar-Tugchi
Urna Chahar-Tugchi (mongol cyrillique : Урна Цахар Тугчи, translittération MNS : Urna Tsakhar Tugchi), née en 1968 à Ordos, Mongolie-Intérieure, République populaire de Chine, est une chanteuse, joueuse de yangqin mongole de Chine, utilisant les techniques vocales de la musique mongole traditionnelle.
Actrice, elle joue le rôle principal dans le film Les Deux Chevaux de Gengis Khan (2011) de Byambasuren Davaa dans lequel elle interprète également la bande originale.

## Biographie
Née en 1968 dans une famille d'éleveurs des steppes d'Ordos.
Elle étudie le yangqin à Hohhot, capitale de Mongolie-Intérieure.
Elle suit ensuite son professeur de yangqin à Shanghai, où elle apprend le mandarin et étudie le yangqin et le chant au Conservatoire de musique de Shanghai.
En 1992, elle donne son premier concert à Ordos.
À la fin de ses études, elle joue avec l'Orchestre national de Mongolie-Intérieure.

## Musicographie
- Тэмээн явдал (Temeen yavdal) ;
- Хөдөө (khödöö) ;
- Харамгүй (kharamgüi) ;
- (sangjidorji, une chanson sur un héros d'Ordos.

### Albums
- Tal Nutag, 1995, KlangRäume (30200) ;
- Crossing, 1997, KlangRäume (30330) ;
- Hodood, Oriente, 1999, réédition 2002, Trees Music & Art (TMCD-320) ;
- Jamar, 2001, Trees Music & Art (TMCD-278) ;
- Amilal, 2004, Trees Music & Art (TMCD-333) ;
- Tal Nutag - Lieder Aus Dem Mongolischen Grasland, 2005, KlangRäume (CD 30200) ;
- Bande originale du film Les Deux Chevaux de Gengis Khan, 2009 :
- Urna Portrait: Tenggeriin Shivuu, 2012, Network Medien, Allemagne.